# الويس هودال
ألويس هودال (المعروف أيضًا باسم لويجي هودال ؛ 31 مايو 1885 - 13 مايو 1963) أسقفًا نمساويًا للكنيسة الكاثوليكية، ومقره في روما. لمدة ثلاثين عامًا، كان رئيسًا للمجمع النمساوي الألماني لسانتا ماريا ديل أنيما في روما، وحتى عام 1937، كان ممثلاً مؤثرًا للكنيسة الكاثوليكية النمساوية.
في كتابه عام 1937، أسس الاشتراكية الوطنية، أشاد هودال بأدولف هتلر وسياساته وهاجم سياسات الفاتيكان بشكل غير مباشر. بعد الحرب العالمية الثانية، ساعد هودال في تأسيس خطوط الجرذان، والتي سمحت للنازيين الألمان البارزين وغيرهم من ضباط المحور الأوروبيين والزعماء السياسيين الأوروبيين السابقين، من بينهم المتهمين بمجرمي الحرب، بالهروب من محاكمات الحلفاء واجتثاث النازية.

## سيرة شخصية

### التعليم
ولد ألويس هودال نجل صانع أحذية في 31 مايو 1885 في غراتس، النمسا ودرس اللاهوت هناك من 1904 إلى 1908. رُسم للكهنوت في يوليو 1908.

### النمسا أو ألمانيا؟
قدم لودفيج فون باستور، وهو دبلوماسي نمساوي، هودال إلى البابا بيوس الحادي عشر في عام 1922، وأوصى بدراسة هودال للكنيسة الوطنية الصربية الكرواتية.  في 5 فبراير 1923، أوصى هودال بمنصب في أنيما، لأنه كان نمساويًا. كان فون باستور قلقًا من أن النمسا، التي فقدت للتو الحرب العالمية الأولى ومعها نفوذًا كبيرًا، ستخسر أنيما أمام مرشح ألماني أو هولندي أو بلجيكي.  وافق البابا على تسمية هودال في وقت لاحق من ذلك الشهر. 